# Hassan Arfa

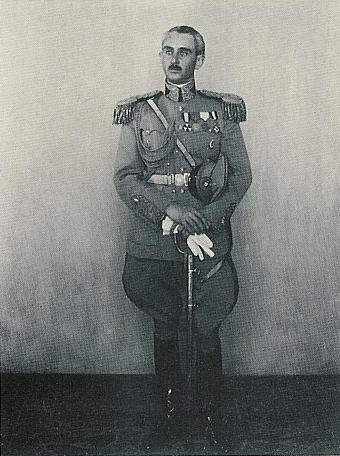
Hassan Arfa als Generalstabschef, Dezember 1944

Hassan Arfa (persisch حسن ارفع Hasan-e Arfaʿ, anhörenⓘ; * 1895 in Tbilisi, Russisches Kaiserreich; † 1983 in Monte Carlo) war ein iranischer General und Diplomat. Er war seit 1923 mit Hilda Bewicke, einer britischen Ballerina, verheiratet. Aus der Ehe ging eine Tochter, Leila, hervor.

## Leben

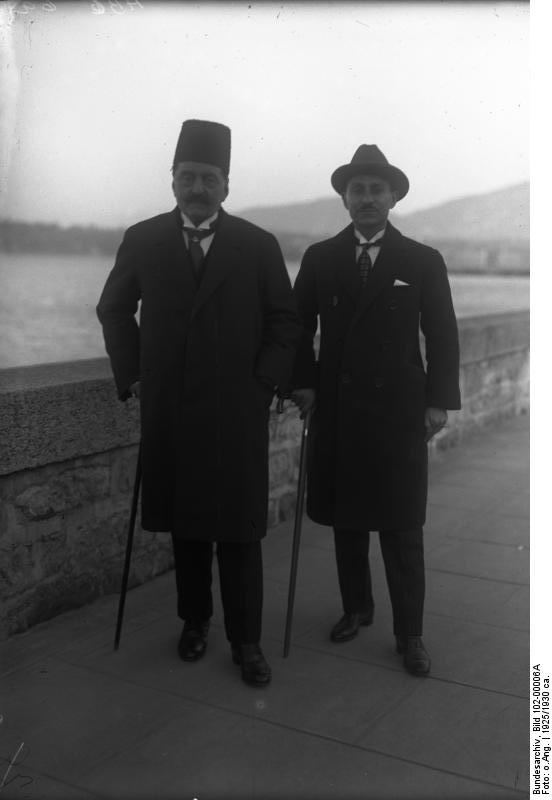
Prinz Arfa ed-Dowleh (links), der Vater von Hassan Arfa, in Genf, 1925

Hassan Arfa wurde 1895 in Tiblisi in Georgien geboren. Arfas Mutter, Ludmilla Jervis, war die Tochter eines britischen Diplomaten und einer russischen Aristokratin aus der Demidow-Familie. Sein Vater, Prinz Reza Khan Arfa ed-Dowleh war ein iranischer Diplomat, der im persischen Generalkonsulat von Tiblisi Dienst tat. Er wurde später Botschafter in der Türkei und Russland und Vertreter des Iran beim Völkerbund in Genf. Die Eltern von Hassan Arfa ließen sich 1900 scheiden, und die Mutter zog mit Hassan nach Paris.

## Militärische Laufbahn
Seine Schulausbildung erhielt Hassan Arfa zunächst durch Hauslehrer und später in Privatschulen in der Schweiz, in Frankreich (Paris) und Monaco. Der Vater von Hassan Arfa hatte ein Haus in Monaco gebaut, sich dort niedergelassen und seinen Sohn zu sich eingeladen. Die Mutter von Hassan blieb in Genf, während Hassan zu seinem Vater nach Monaco zog. Hassan besuchte in Monaco die Schule.
Nach dem Ausbruch von Feindseligkeiten zwischen Bulgarien, Serbien, Griechenland, Montenegro und dem Osmanischen Reich im Jahr 1912 meldete sich Hassan Arfa mit 16 Jahren bei der osmanischen Armee als Kriegsfreiwilliger. Er wurde in einer Kadettenanstalt der osmanischen Armee in Istanbul aufgenommen und begann eine Offiziersausbildung. Im Herbst 1913 wurde der Vater von Hassan Arfa Justizminister im Kabinett von Premierminister Mohammad Ali Khan Ala al-Saltaneh. Hasan Arfa verließ die osmanische Kadettenanstalt und reiste mit seinem Vater im Januar 1914 nach Teheran, um dem Wunsch seines Vaters entsprechend einen Posten im diplomatischen Dienst des Iran anzutreten. Hasan Arfa entschied sich dann jedoch für die Fortsetzung seiner militärischen Laufbahn und wurde in die Königliche Garde aufgenommen. Als Mitglied der königlichen Garde wurde er Zeuge der Krönung von Ahmad Schah. Er brachte es in der königlichen Garde bis zum Leutnant.
Nach dem Ausbruch des Ersten Weltkriegs verließ Hassan Arfa zusammen mit seinem Vater den Iran und kehrt nach Monaco zurück. Seine militärische Ausbildung wollte er an der Saumur Kavallerieschule in Paris fortsetzen. Aufgrund des Krieges war die Kavallerieschule in eine Artillerieschule umgewandelt worden. Im April 1915 begann Hassan Arfa dann eine Kavallerieausbildung bei der Schweizer Armee in Bern. Nach dem Ende seiner Kavallerieausbildung reist Hassan Arfa nach Istanbul, um sich als Kriegsfreiwilliger der osmanischen Armee anzuschließen. Als iranischer Offizier und damit Teil der iranischen Armee, die als neutral galt, wurde er nicht in die osmanische Armee aufgenommen. Unverrichteter Dinge reiste er zurück nach Monaco.
Nach dem Ende des Ersten Weltkriegs kehrte Hassan Arfa 1920 in den Iran zurück und nahm bei der von schwedischen Offizieren geführten persischen Gendarmerie seinen Dienst auf. Sein erster Einsatz führte ihn gegen sowjetische Truppen, die den Norden des Iran besetzt hatten, um dort eine kommunistische Regierung zu etablieren. Der Vater von Hassan Arfa war inzwischen Vertreter des Iran beim Völkerbund geworden.

### Der Putsch von 1921
Hassan Arfa, Hauptmann im zweiten Gendarmerie-Regiment in Teheran, spielte, ohne an dem Putsch direkt beteiligt zu sein, eine entscheidende Rolle für den Erfolg des Putsches vom 21. Februar 1921. Arfa erhielt am Morgen des 20. Februar 1921 einen Anruf von seinem Kommandeur Major Sheibani, der ihn darüber informierte, dass es eine Rebellion der persischen Kosakenbrigade gebe, die seit Monaten keinen Sold mehr erhalten hätten und nach Teheran marschieren würden, um sich ihren Sold zu holen. Es sei zu erwarten, dass etwa 1000 Kosaken gegen Abend Teheran erreichen würden. Arfa erhielt den Befehl, die westlichen Teile von Teheran mit seinem Regiment zu sichern. Auf die Frage, ob er auf die Kosaken das Feuer eröffnen sollte, bekam er zur Antwort, dass er das Feuer nur erwidern solle, wenn auf ihn geschossen würde. Um 20 Uhr rief Ahmad Schah bei Arfa an und fragte nach, wie die Lage sei. Es war ruhig. Gegen 21 Uhr wurden vom Vorposten der Gendarmen eine Vorhut der Kosakenbrigade gesichtet. Um 23 Uhr erfuhr Arfa von Schüssen, die in der Stadtmitte gefallen waren. Major Sheibani bestätigte telefonische, dass etwa 1500 Kosaken zusammen mit Einheiten der Gendarmerie-Brigade durch das Gomrok-Tor nach Teheran gekommen seien. Am Tupkhaneh-Platz hätten sich die dortigen Polizisten nicht ergeben wollen und seien daher erschossen worden. Die Lage sei ruhig und Arfa könne seine Leute in die Kasernen zurückrufen. Auch am nächsten Tag blieb alles ruhig. Major Sheibani kam zu Hassan Arfa und berichtete, dass die Kosaken die Regierung gestürzt hätten, und dass der neue Premierminister Seyyed Zia al Din Tabatabai sei, dass Reza Khan der neue Oberbefehlshaber sei, und dass viele wichtige Leute verhaftet worden wären.

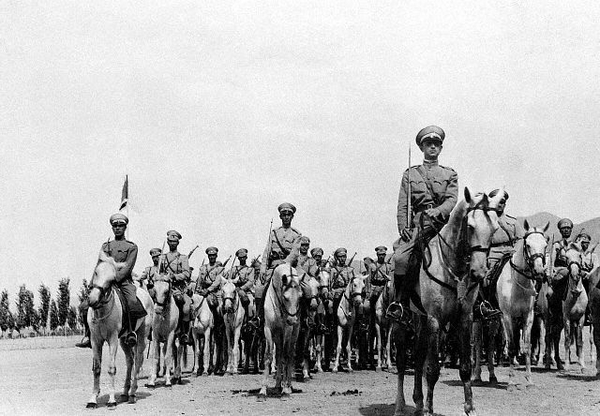
General Hassan Arfa an der Spitze der iranischen Kavallerie, 1930

Während der Regierungszeit von Premierminister Ahmad Qavam war Hassan Arfa an der Niederschlagung von Aufständen und separatistischen Bewegungen in Aserbaidschan, Kurdistan und Lorestan beteiligt. Er verließ Iran Ende 1922 und reiste zu seiner Familie nach Monaco, um zu heiraten. Mitte 1923 traf er eine iranische Militärmission in Paris, um Panzer, gepanzerte Fahrzeuge, Flugzeuge und Transporter für die von Verteidigungsminister Reza Khan neu formierte Armee einzukaufen. Zurück im Iran wurde Hassan Arfa 1925 zum Major befördert. 1925 wurde er Persischer Botschafter in Stockholm.
1926 wurde er als Militärattaché nach London entsandt. Von 1927 bis 1929 besuchte er die Militärakademie École supérieure de guerre in Paris. Nach seiner Rückkehr übernahm er den Posten eines Regimentskommandeurs in der neu formierten Kavallerie. 1932 wurde er als Kommandeur der iranischen Militärakademie zum Oberst befördert. 1934 begleitete Hassan Arfa Reza Schah bei seinem Staatsbesuch in die Türkei. 1936 wurde Arfa Generalinspekteur der Armee. 1939 erhielt der Rang eines Generals.
Während des Zweiten Weltkriegs wurde der Iran im Rahmen der anglo-sowjetischen Invasion des Iran besetzt. Nach dem Zusammenbruch der iranischen Verteidigung und der von den Briten und Sowjets erzwungenen Abdankung Reza Schahs blieb Hasan Arfa unter Mohammad Reza Schah in der Armee zunächst ohne konkrete Aufgabe, bis er zum militärischen Geheimdienst abkommandiert wurde. Im Oktober 1943 wurde Hassan Arfa Kommandeur der 1. Garde der Teheraner Division der Armee. Zu Beginn des Jahres 1944 übernahm er den Posten eines Militärgouverneurs für Straßen, Eisenbahnen und Häfen, um die Transporte der Alliierten durch den Persischen Korridor zu überwachen. Am 21. Dezember 1944 wurde Hassan Arfa von Schah Mohammad Reza Pahlavi zum Generalstabschef der Armee ernannt.

### Die Irankrise 1945
Während der Irankrise im Dezember 1945 vereitelte Generalstabschef Hassan Arfa eine kommunistische Machtübernahme in Teheran. Nach Unterlagen des iranischen militärischen Geheimdienstes plante Stalin in Teheran eine kommunistische Regierung zu installieren, die der dauerhaften Besetzung des Iran durch sowjetische Truppen zustimmen und aus dem Iran einen prosowjetischen Satellitenstaat machen würde. Im Einzelnen sollte die Volksarmee der Aserbaidschanischen Volksregierung von Dschaʿfar Pischewari von Norden aus nach Teheran marschieren. Kommunistische Einheiten aus Tabriz und Semnan sollten von Westen und Osten aus Richtung Teheran marschieren. In Teheran sollte von der kommunistischen Tudeh-Partei ein Volksaufstand organisiert werden. Die Lebensmittelversorgung von Teheran sollte unter anderem durch Mitglieder der Tudeh-Partei in Qazvin und Firuzkuh abgeschnitten werden, um die Unzufriedenheit der Bevölkerung mit der gegenwärtigen Regierung anzuheizen. Die im Iran befindlichen sowjetischen Truppen hätten sich dann gezwungen gesehen, für Ordnung zu sorgen. Generalstabschef Arfa entsandte zunächst von Teheran aus Truppen in den Norden, Westen und Osten des Iran, die allerdings von sowjetischen Truppen am Weitermarsch zu ihren Bestimmungsorten aufgehalten wurden. Daraufhin wurden in den Provinzen Truppenteile mobilisiert, die die kommunistischen Verbände aufhalten sollten. In Teheran wurden alle wichtigen Plätze von militärischen Einheiten besetzt. Angesichts des massiven militärischen Aufmarsches der iranischen Armee brachen der kommunistische Umsturzversuch rasch in sich zusammen.
Mitte Januar 1946 wandte sich Premierminister Ebrahim Hakimi an den am 17. Januar 1946 gegründeten Sicherheitsrat der Vereinten Nationen, der die iranische Regierung zu direkten Verhandlungen mit der Sowjetunion aufforderte, um einen Interessensausgleich in der Frage der separatistischen Bewegungen zu finden. Am 20. Januar 1946 trat Premierminister Hakimi aufgrund eines drohenden Misstrauensvotums des iranischen Parlaments zurück. Auf Vorschlag von Schah Mohammad Reza Pahlavi wurde Ahmad Qavam vom Parlament zum Premierminister gewählt.
Eine der ersten Amtshandlungen von Premierminister Qavam war es den Aufforderungen der Tudeh-Partei nachzukommen und Hassan Arfa als Generalstabschef am 27. Januar 1946 zu entlassen. Am 9. April 1946 wurde Hassan Arfa verhaftet und für sieben Monate inhaftiert.
Qavam fuhr nach Moskau und begann mit Stalin über den Abzug der sowjetischen Truppen zu verhandeln. Der US-Präsident Harry S. Truman drohte nun Stalin mit ernsthaften Konsequenzen, bis hin zum Einsatz von Atomwaffen, wenn er seine Truppen nicht aus dem Iran abzöge.
Für Präsident Truman stand außer Frage, dass die Kontrolle des iranischen Öls durch die Sowjetunion zu einer Verschiebung der Machtbalance in der Welt führen würde und die aufstrebende westliche Wirtschaft massiv beschädigen könnte. Inzwischen hatte sich auch der Sicherheitsrat der Vereinten Nationen in die Krise eingeschaltet. Die Drohung Trumans verfehlte nicht ihre Wirkung. Am 25. März 1946 erklärte Stalin, dass Iran und die Sowjetunion sich grundsätzlich über die Frage des Truppenabzugs geeinigt hätten, und dass die sowjetischen Truppen innerhalb von sechs Wochen aus dem Iran abziehen könnten. Der Sicherheitsrat beschloss am 4. April 1946 erst wieder am 6. Mai 1946 zusammenzutreten, um die zu Überprüfen, ob alle sowjetischen Truppen aus dem Iran abgezogen seien, und wie weiter mit der iranischen Frage zu verfahren sei. Noch am selben Tag unterzeichneten Premierminister Qavam und der sowjetische Botschafter in Teheran eine Vereinbarung, dass sich die Rote Armee innerhalb von sechs Wochen, gerechnet vom 24. März 1946 aus dem Iran zurückziehen werde, dass die Aserbaidschanische Volksregierung in Verhandlungen mit der Zentralregierung über ihr Fortbestehen führen werde, und dass in sieben Wochen gerechnet vom 24. März 1946 die sowjetisch-iranische Ölgesellschaft gegründet würde, bei der die Sowjetunion 51 % und Iran 49 % der Anteile halten werden.
Am 2. Januar 1947 erhielt Hassan Arfa die Nachricht, dass alle Anschuldigungen gegen ihn fallengelassen worden seien. Am 6. März 1947 wurde General Hassan Arfa gegen seinen Willen aus dem aktiven Militärdienst entlassen.

## Politische Laufbahn
Am 12. März 1951, nach der Ermordung Premierminister Razmaras durch ein Mitglied der Fedajin-e Islam, übernahm Arfa im Kabinett von Premierminister Hossein Ala das Amt des Ministers für Straßenbau und Kommunikationswesen. Nach dem Rücktritt von Ala am 28. April 1951 war die politische Karriere Hassan Arfas bereits wieder beendet. Mohammad Mossadegh wurde Premierminister. Er hatte für Arfa keine Verwendung.
In dieser Zeit gründete Hassan Arfa die „Nationale Bewegung“, eine Partei, die gegen Mossadegh agierte. Die Partei gab eine Zeitung mit dem Namen Nationale Bewegung heraus, in der Hassan Arfa zahlreiche Leitartikel veröffentlichte. Nach dem Sturz Mossadeghs unterstützte er den neuen Premierminister General Zahedi.
1958 wurde Hassan Arfa als Botschafter zunächst für drei Jahre in die Türkei und ab 1961 für zwei Jahre nach Pakistan entsandt. 1963 zog er sich aus dem aktiven Dienst zurück. Er verließ 1979 während der Islamischen Revolution den Iran und starb 1983 in Monte Carlo, an dem Ort, an dem er seine Kindheit verbracht hatte.

## Schriften
- Under Five Shahs. New York: Morrow; London: John Murray, 1964.
- The Kurds: An Historical and Political Study. London: Oxford University Press, 1966.